# Erich Geister
Erich Geister (* 25. Februar 1921 in Forst; † 5. Januar 1995) war ein deutscher Bühnenbildner.

## Leben
Geister wurde als Sohn der Kontoristin Fanny Geister und des Klempnermeisters Bernhard Geister geboren. Schon während der Schulzeit zeichnete sich sein Talent auf dem Gebiet der Malerei und Gestaltung ab. Noch bevor auch er in den Krieg ziehen musste tingelte Erich Geister mit kleinen Puppenbühnen durch die Lande. Es folgte der Militärdienst und französische Gefangenschaft bis 1948.
Nach der Ausbildung zum Bühnenbildner auf Burg Giebichenstein führte ihn eine erste Anstellung an das Theater in Köthen. Aber seine Karriere begann erst richtig am Bergtheater Thale, wo er unter dem bekannten Intendanten Ulrich Velten arbeitete. Zu dieser Zeit begann auch dort der Weg von Meister Nadelöhr – Eckhard Friedrichsson. Von dort aus holte ihn Frau Professor Rodenberg an das Hans Otto Theater nach Potsdam, bis er dem Ruf von Maxim Vallentin folgte, welcher nur wenige Jahre zuvor im Gebäude der Sing-Akademie zu Berlin das Maxim-Gorki-Theater aus der Taufe gehoben hatte. Am Gorki-Theater waren zu diesem Zeitpunkt so bekannte Schauspieler wie Willi Narloch, Horst Kube, Hilmar Thate, Jochen Thomas, Hans-Peter Minetti und Lotte Loebinger tätig.
Einer seiner Assistenten wurde der dann Jahre später durch seine großen Unterhaltungssendungen bekannt gewordene Bühnenbildner Joachim Bette. 1960 folgte der Weg zum Fernsehen der DDR. Erich Geister wurde Szenenbildner und Ausstattungsleiter. Er war dies bis zu seinem beruflichen Ausstieg 1985.
Fernsehfilme wie das Ballett „Peter und der Wolf“ oder „Geschwister Scholl“ waren sein Einstieg. In dieser Zeit entstanden auch viele Gastbühnenbilder an der Deutschen Staatsoper und an der Komischen Oper in Berlin. Hier waren es vor allem Ballette von Tom Schilling, welche ihm einen gewissen, auch internationalen, Ruhm einbrachten. Davon zeugt auch sein Erfolg an der Osloer Staatsoper. 1971 wurde er mit dem Kunstpreis und 1979 mit dem Nationalpreis II. Klasse ausgezeichnet.

## Filmografie
- 1959: Maria Stuart (Studioaufzeichnung)